# Новый Мир (газета, Нью-Йорк)
«Новый Мир» — русскоязычная американская социалистическая газета. Выходила с 1911 года по конец 1930-х годов.

## История
Газета «Новый Мир» была создана по инициативе социалиста, меньшевика-плехановца Сергея Ингермана с целью социалистического просвещения рабочих, приехавших в США из России. Он убедил стать редактором издания Льва Дейча. Первый номер газеты вышел в Нью-Йорке 6 апреля 1911 года. Газета выходила раз в неделю по четвергам и информировала о положении рабочих в Америке, о делах в России, о работе американской Социалистической партии и ее русского отдела. Жена Дейча скульптор Эсфирь Зиновьева писала обзоры по русскому искусству и литературе. В газете публиковались Плеханов и Троцкий. Издавало газету Товарищество "Новый Мир". В декабре 1911 года между Дейчем с одной стороны и Ингерманом и Товариществом возник конфликт на идейной основе. Дейч был настроен гораздо более радикально и пытался вести газету влево, с чем не были согласны другие участники дела. Были назначены соредакторы Семен Восков и Григорий Мельничанский, после чего Дейч 15 декабря подал заявление об отставке.
Активно участвовали в становлении газеты эмигранты из России John Ellert (Николай Накоряков) (редактор), Семен Восков и Михаил Фишелев (секретарь редакции). С 1915 года газета стала ежедневной. Она выпускалась в Нью-Йорке и Чикаго. С 1916 года газета выходила также в Филадельфии, при участии члена редакции В. Володарского. Главным редактором газеты был социалист Григорий Вайнштейн. Он же и Исаак Гурвич были собственниками издания. Газета была органом социалистов-интернационалистов.
Редакция газеты находилась в это время на юго-востоке Манхэттена, в Нижнем Ист-Сайде, в центре района Ист-Виллидж, на улице Св. Марка (St. Mark’s Place), 77. 
Газета радикализировалась в октябре 1916 года с появлением в редакции приехавших в Америку Николая Бухарина и Александры Коллонтай. Вскоре Бухарин фактически возглавил редакцию. В январе 1917 года в Нью-Йорк приехал Лев Троцкий, который по приглашению Бухарина с этого момента принимал активное участие в работе редакции, став фактически соредактором издания. В 1917 году газета выходила ежедневно, кроме воскресенья, на шести страницах большого формата (15 дюймов на 24 дюйма). Газета стоила 1 цент в Нью-Йорке, 2 цента в других городах. Можно было подписаться на почтовую доставку за 7,5 долларов в год. Она активно откликалась на злобу дня. Композиция издания была следующей. 1-я полоса - мировые и главные новости; 2-я полоса — новости из России; 3-я полоса - колонка «Где ваши родные?» — о воссоединении семей (семейные контакты часто были разорваны в ситуации мировой войны); колонка новостей Нью-Йорка; литературный подвал: в том числе проза М. Горького, Джона Рескина; иногда помещалась статья научного характера. 4-я полоса - мнение редакции и политическая полемика: в левой колонке редакционная статья без подписи, от имени редколлегии, в центре и справа подписные полемические статьи и фельетоны, заметки о митингах и собраниях, новости Социалистической партии. Здесь также помещались письма в редакцию, ответы на них одним из редакторов, заметки о фракционных собраниях и постановлениях. На 5-й и 6-й полосах - колонки от иногородних авторов с новостями из Чикаго и Филадельфии; коммерческая реклама. 
Весной 1917 года после Февральской революции «Новый Мир» дважды поместил объявление «Ко всем социалистам, сознательным рабочим, друзьям русской революции», извещая: «Несколько товарищей, старых деятелей социализма, выезжают во вторник на норвежском пароходе в Россию; ряд других товарищей не может отправиться из-за отсутствия необходимых средств. Эти средства должны быть доставлены русской колонией. Это ее долг. До отхода парохода остается три дня <…>. Помогите пополнить армию Великой Российской Революции несколькими истинными борцами!» Многие сотрудники редакции (Бухарин, Коллонтай, Троцкий, Фишелев, Чудновский, Мельничанский, Володарский) уехали из Америки в Россию. С их отъездом газета стала на некоторое время более умеренной, в целом совпадая своей позицией с курсом Социалистической партии Америки.
В 1920-е годы газета выходила с перерывами и позиционировала себя как то ежедневная, то еженедельная рабочая газета, русский орган Рабочей (коммунистической) партии Америки; в 1930-е гг. как русская рабочая газета. Ее объем резко сократился. Газета информировала о жизни рабочих, классовой борьбе, успехах СССР. В 1924-1925 гг. при редакции существовал литературный кружок "Резец", с членами которого встречался Владимир Маяковский во время своего визита в Америку в 1925 году
Газета закрылась в конце 1930-х гг.